# 令外官
令外官（りょうげのかん）とは、律令の令制に規定のない新設の官職。令外官が管掌する官司を令外官司（りょうげのかんし）と称する場合もある。
現実的な政治課題に対して、既存の律令制・官制にとらわれず、柔軟かつ即応的な対応を行うために置かれた。中国ではじまり、8世紀前期～中期に令外官が多数新設された。日本では、8世紀末の桓武期の改革の際に多くの令外官が置かれ、その後も現実に対応するため、いくつかの令外官が設置されていった。

## 唐代の令外官
唐の律令は、古来の官職・法制を集大成したものであり、完成度が非常に高かったが、その反面、理想の官制と現実に必要として置かれた官職とが併存しており、中には職務が重複すると思われるようなものもあった。そうした問題を抱えながらも、唐初期は、官制に大きな動きは特になかった。しかし、7世紀末の武則天は、自らが女性でありながら皇帝をしのぐ権力者となり帝位についたためそれに反発する貴族層をおさえ、有能な科挙官僚を登用するため、律令の定員外の員外官を設け、その結果、官人の数が激増した。なお、律令は儒教の理想を体現したものとされ、部分改訂は好ましくないとされた（宮崎市定「自跋集」P187、岩波書店）。
8世紀前期に登場した玄宗は、武則天以来の官職増員政策を改め、官職の抑制に努めた。しかし、その頃、社会の現実が律令制と大きく乖離しており、そうした現実に即応する必要が生じていた。そのため、玄宗以降、律令に定める官職（令制官）と別個の官職、すなわち令外官が次々に新設されていった。令外官の多くは、○○使という名称が充てられたため、使職（ししょく）ともいい、令制官の官職と対比された。
まず、軍事面では、ほとんど形骸化した府兵制に代えて、募兵を中心とした組織が編成され、団練使（だんれんし）・節度使（せつどし）が置かれた。府兵制が終わり募兵制に転換すると、募兵の確保などのため、軍事費が拡大の一途をたどった。こうした財政需要の高まりに対応するために、度支使（たくしし）・塩鉄使（えんてつし）・租庸使（そようし）・転運使（てんうんし）・水陸運使（すいりくうんし）などの財政関係の使職が多数設置された。また、行政を監察するために、観察使（かんさつし）・按察使（あぜち・あんさつし）・採訪使（さいほうし）などが置かれた。
これらの令外官は現実の必要に応じて設置されたので、徐々に令制官に代わって実権を握っていき、令制官の形骸化が著しくなった。令外官は次第に肥大化していき、胥吏（しょり、実務職員）に多くの民間人を含むようになった。令制官では、官職の任命は天子の承認が必要だったが、令外官では、長官の裁量で属官や胥吏を任命することができた。そのため、富豪や地方の大地主が財力をもって胥吏に就任するようになり、これが唐末期に地方地主層（士大夫層）が台頭する原因となった。

## 日本の令外官
日本でも、初の本格律令となる大宝律令の制定直後から、参議・造平城京使・中納言・按察使などの令外官が置かれていた。また、儒教以外の知識に通じた官人育成の観点から大学寮に文章博士・明法博士を令外官として設置して、後に文章博士は大学寮の博士の首位となった。淳仁・孝謙（称徳）両天皇の時代には大規模な令外官（造宮省・勅旨省・内豎省・法王宮職など）が乱立され政治が不安定になった。8世紀末になると、律令制の弛緩が進んだため、桓武天皇による大規模な行政改革が行われたが、この桓武による改革以降、律令官制の不備を補うために、令外官が積極的に設置されるようになった。
桓武天皇のときに置かれたのが、797年の勘解由使で、地方国司の行政を監察する職である。9世紀前期には、嵯峨天皇によって天皇の秘書官として機密文書を取り扱う蔵人所（蔵人頭）が810年に新設された。同じく嵯峨は、京都の治安維持や民政を行わせるため、824年に検非違使を置いた。10世紀になり、地方で富豪層が登場すると、所領紛争などにより治安が悪化していった。そこで、押領使・追捕使が置かれ、地方の治安警察を担当した。
また、天皇を補佐する関白を884年におき、他に天皇の権限を代行する摂政、天皇が決裁する文書を事前に閲覧できる内覧も令外官であり、平安中期以降、藤原北家が代々これらの職に就任し、摂関政治を行った。
武家政権（幕府）の長として武家の棟梁が就任した征夷大将軍も、本来は蝦夷征討を目的とした令外官の一つであった。

### 主な令外官の一覧
- 関白
- 内大臣
- 中納言
- 参議
- 蔵人（蔵人頭）
- 文章博士
- 征夷大将軍
- 鎮守府将軍
- 勘解由使
- 武者所
- 雑訴決断所
- 記録荘園券契所
- 検非違使
- 押領使
- 追捕使
- 明法博士